# Досанов, Сабит Аймуханович
Сабит Аймуханович Досанов (каз. Сәбит Аймұханұлы Досанов; 12 января 1940, Амангельдинский район, Торгайская область, Казахская ССР, СССР — 31 марта 2024, Казахстан) — казахский писатель и драматург. Заслуженный деятель Казахстана (1999), лауреат Государственной премии Республики Казахстан (2012).

## Биография
Родился в 12 января 1940 года в ауле Байгабыл совхоза «40 лет Казахстана» Амангельдинского района Костанайской области.
Окончил факультет журналистики Казахского государственного университета им. Кирова.
Трудовую деятельность начал с республиканских газет и журналов.
С 1985 по 1989 год — директор казахского отделения Фонда литературы СССР.
С 1991 по 1995 год — генеральный директор Республиканского центра народного творчества и культурного обслуживания.
С 1996 по 1997 год — главный редактор издательства «Кайнар».

## Творчество
Автор нескольких десятков художественных произведений, среди которых широко известные романы «Горная дорога», «Вторая жизнь», повесть «Белая аруана», изданные отдельными книгами в Москве в 1981, 1988, 1999 гг. и переведенные на языки народов ближнего и дальнего зарубежья.

## Произведения
- 1958 — учебник «Родной язык»
- 1966 — книга художественных очерков и рассказов «Доброе утро»
- 1968 — сборник рассказов и повестей «Трель соловья»
- 1969 — «Песнь золотого ветра»
- 1970 — монография «Свежие следы» посвященная актуальным проблемам современной казахской литературы.
- 1971 — «Орлы не дремлют»
- 1978 — роман «Горные кручи»
- 1979 — документальный повесть «Судьба земли»
- 1982 — роман «Вторая жизнь» и на русском языке роман «Горная дорога»
- 1984 — монография «Казына»
- 1988 — монография «Жүректің отын сөндірме»
- 1998 — роман-эпопею «Двадцатый век»
- 2001 — роман «Белая аруана»
- 2003 — роман «Аптаның екінші күн»
- 2003 — роман «Қылбұрау»
- 2005 — роман «Ұйық»
- 2007 — роман «Тұйық»
- 2007 — сборник повестей и рассказов «Дүние жалған»
- 2007 — сборник повестей и рассказов «Жусан исі»

## Награды и премии
- 1999 — Указом Президента Республики Казахстан награждён почётным званием «Заслуженный деятель Казахстана» за выдающийся вклад в развитие отечественной литературы.
- 2000 — Почётный гражданин города Костаная за вклад в социально-культурное развитие города (10 ноября 2000 года).[2]
- 2004 — Почётный гражданин Жарминского района Восточно-Казахстанской области.[3]
- 2010 — Указом президента Республики Казахстан награждён орденом «Парасат» за большой вклад в развитие отечественной литературы и многолетнюю творческую деятельность.[4][5]
- 2012 — Государственная премия Республики Казахстан в области литературы и искусства за роман-эпопею «Двадцатый век».[6][7]
- 2015 — Почётный гражданин Костанайской области.[8]
- 2016 — Нагрудный знак общественного комитета по международным званиям и наградам «Почётный гражданин Казахстана».[9]
- 2016 — Большая золотая медаль имени аль-Фараби за особый вклад в развитие университета (КазНУ)[10]
- 2016 — Медаль «25 лет независимости Республики Казахстан»
- 2016 — Почётный профессор Казахского национального педагогического университета имени Абая[11]
- 2016 — Государственная стипендия Республики Казахстан в области культуры и искусства.[12]
- 2019 — Президентская стипендия Республики Казахстан в области литературы и искусства.[13]
- 2 декабря 2021 года — Орден «Отан» один из высших орденов Республики Казахстан;[14]

### Международные и зарубежные награды
- 2000 — Международная премия имени М. А. Шолохова в области литературы и искусства за романы «Горная дорога» и «Вторая жизнь» (Россия)
- 2007 — Национальная литературная премия Кыргызской Республики «Золотое перо» и золотой нагрудный знак в честь перевода сборника «Дуние жалган» на киргизский язык (Кыргызстан)
- 2008 — академик Академии российской литературы и Российской академии педагогических и социальных наук[15]
- 2009 — Международный орден «Державина» за вклад в мировую литературу, гуманистическую направленность произведений и общественную деятельность.[16][17]
- 2009 — Медаль «За веру и добро» за активную благотворительную и общественную деятельность в Кемеровской области. (Россия)[18]
- 2016 — Международная литературная премия имени Махмуда Кашкари за произведение «Ақ Аруана» (Азербайджан)[19][20]
- 2015 — Международная литературно-общественная премия имени Сергея Есенина «Золотая осень» (Россия)
- 2015 — Золотая медаль Василия Шукшина (Россия)
- 2015 — Международная премия «За заслуги в тюркском мире» за повесть «Ак аруана» (Анкара, Турция)[21]
- 2016 — Юбилейная медаль «60-летие освоения целинных земель» и памятная медаль Панфиловцев (РФ организация общественных наград).